# گی دولورم
گی دولورم (فرانسوی: Guy Delorme‎؛ ۲۳ مه ۱۹۲۹ – ۲۶ دسامبر ۲۰۰۵) بازیگر اهل فرانسه بود.
از فیلم‌ها یا برنامه‌های تلویزیونی که وی در آن نقش داشته‌است می‌توان به کاباره دختران منحرف، مونریکر، ماجراجویان، هالو، خداحافظ رفیق، تهران ۴۳، مغز، سه تفنگدار، لورنا جن‌گیر، عشق در بعدازظهر، هتل پارادیزو و فانتوماس در برابر اسکاتلندیارد اشاره کرد.